# U.F.O.仮面ヤキソボーイ
U.F.O.仮面ヤキソボーイ（ユーホーかめんヤキソボーイ）は、日清食品の「日清焼そばU.F.O.」のテレビコマーシャルシリーズに登場する架空のキャラクター。1993年から1995年までにCM展開されていた「UFO仮面ヤキソバン」の続編に当たる。2016年では「エクストリーム!篇」としてCM展開され、2017年では「ヤキソボーイ篇」としてCM展開された。

## 概要
かつて一世を風靡したCMキャラクター・ヤキソバンが暗黒面に堕ち悪役キャラに転向するという昨今の特撮ドラマの色を反映した作風である。ヒーローものの王道路線だった「ヤキソバン」とは対照的に、ピンチのヒーローが逆転すると見せかけてまたやられるといった、邪道路線になっている。

## 登場人物

### 主人公と仲間達
ヤキソボーイ / ソース
演 - 吉川晃司（「エクストリーム篇」）、中川大志（青年期、「エクストリーム!ヤキソボーイ篇」）、不明（少年期、「エクストリームZERO!篇」）
主人公。ヤキソバンの息子で、本名はソース。
「エクストリーム!篇」ではさすらいの賞金稼ぎヒーローとして登場する。
青年時代における「エクストリーム!ヤキソボーイ篇」では父を受け継ぐヒーロー、ヤキソボーイとしてレイジアウト帝国に立ち向かう。
「エクストリームZERO!篇」では少年時代の彼が登場し、自分にヒーローとしての稽古をつけようとする父を疎んでいたことがヤキソバンの失意の一端となってしまっていたことが明らかとなった。
エクストリーム姫
演 - 水原希子（「エクストリーム篇」）
「エクストリーム篇」のみ登場したヒロイン。
レジェンド・クロオビ
演 - 藤岡弘、
「エクストリーム!ヤキソボーイ篇」のみ登場したヤキソボーイの相棒。バイクに変形できる。

### レイジアウト帝国
皇帝バッド・ゲドウ
声 - 不明
演 - マイケル富岡（「エクストリーム2!篇」「エクストリームZERO!篇」）
レイジアウト帝国の魔王。焼そばを憎み、すべての焼そばを滅ぼそうと企む。手や目から出すエクストリーム・ビームで攻撃する。
その正体はヤキソボーイ（ソース）の父であり、かつて地球の食生活を守っていたヒーロー・ヤキソバン。2016年のCM「エクストリームZERO!篇」で時代の波に飲まれ、人々から忘れ去られて落ちぶれた挙句、嘲笑の的にされたことに激怒して、ヒーローであることを完全に捨て魔王になり果てたという衝撃の事実が明かされる。